# トンマーゾ・ベンヴェヌーティ
トンマーゾ・ベンヴェヌーティ（Tommaso Benvenuti、1990年12月12日 - ）は、プロ14ベネットン・ラグビーに所属するラグビーユニオン選手。

## プロフィール
- イタリア・ヴィットリオ・ヴェネト出身。
- ポジションはウィング(WTB)、センター(CTB)、フルバック(FB)。
- 身長 186cm、体重 98kg
- U20イタリア代表に選ばれたことがある[1]。
- イタリア代表キャップは62（2021年1月現在）でラグビーワールドカップ2011・ラグビーワールドカップ2015・ラグビーワールドカップ2019のイタリア代表に選ばれた[2]。
- バーバリアンズに選ばれたことがある[3]。

## 略歴
ベネットン、USAペルピニャン、ブリストルを経て、2016年、ベネットンに復帰。